# Девушка со спичечной фабрики
«Девушка со спичечной фабрики» (фин. Tulitikkutehtaan tyttö) — художественный фильм 1990 года финского режиссёра Аки Каурисмяки. Его название отсылает к рассказу Ханса Кристиана Андерсена «Девочка со спичками».

## Сюжет
Главная героиня Ирис работает на спичечной фабрике. Жизнь её однообразна и скучна: работа неинтересна, дома её ждут мать и отчим, которые большую часть времени проводят за просмотром телевизионных новостей. Из развлечений у Ирис — только танцы в местном баре, где на неё никто не обращает внимания.
Однажды она знакомится в баре с состоятельным мужчиной и проводит с ним ночь. Она надеется на то, что мужчина поможет ей вырваться из душного мирка фабричной жизни, однако тот и не помышляет о длительных отношениях с нею. Вскоре Ирис узнаёт, что она беременна.
Отвергнутая мужчиной и родителями, Ирис попадает под машину и теряет ребёнка. Переселившись к брату, она приобретает крысиный яд, чтобы отправить на тот свет не только непосредственных виновников её несчастья, но и всех, кто попадётся у неё на пути…

## Анализ
«Девушка со спичечной фабрики» завершает «пролетарскую трилогию» Аки Каурисмяки, начатую фильмами «Тени в раю» (1986) и «Ариэль» (1988). Как вспоминает режиссёр, в припадке человеконенавистничества ему пришла в голову идея снять фильм настолько медленный, что в сравнении с ним Робер Брессон показался бы создателем боевиков. Замедленный ход повествования, крайний минимализм диалогов помогают прочувствовать однообразность рабочих будней.
Как и в фильме «Гамлет идёт в бизнес», образная система фильма — конвейер по производству спичек в первых кадрах — указывает на то, что быт героев есть естественное продолжение господствующей системы производства, что именно в ней следует искать корень их бед. В том, что у Каурисмяки общество превращает людей в вещи, в объекты, что все они в той или иной степени жертвы капиталистической системы хозяйствования, Джонатан Розенбаум видит влияние Фассбиндера.
«Девушку со спичечной фабрики» называют самым беспросветным фильмом Каурисмяки. Подобно братьям Коэнам в голливудском мейнстриме, Каурисмяки фиксирует окружающий мир бесстрастно, реалистично, без сострадания, вынося неутешительный диагноз: выхода нет. Царящая в мире жестокость вызывает ответную реакцию со стороны героини.
Символично, что теленовости, показываемые в фильме, посвящены событиям 1989 года на площади Таньаньмэнь (в том числе простому китайцу с авоськами, который в течение получаса в одиночку сдерживал колонну танков, — реальному человеку, чья личность так и не была установлена и который вошёл в историю под условным именем Неизвестный бунтарь), смерти аятоллы Хомейни, а также крупнейшей в истории СССР железнодорожной катастрофе, произошедшей в Башкирии в июне 1989 года.

## Награды и номинации
- Кати Оутинен — Ирис
- Элина Сало — мать
- Эско Никкари — отчим
- Веса Виерикко — Аарне
- Рейо Таипале — певец
- Силу Сеппяля — брат Ирис
- Оути Мяенпяя — сослуживица Ирис
- Мария Паккален — доктор
- Ричард Рейтингер — человек в баре

### Награды
- Берлинский кинофестиваль (1990):
  - Награда «Интерфильм» — Аки Каурисмяки
  - Награда OCIC (Почётное упоминание) — Аки Каурисмяки

Кати Оутинен за роль в этом фильме стала лауреатом финской национальной кинопремии «Юсси» в номинации «За лучшую женскую роль» (1991).

### Номинации
- Премия Европейской киноакадемии (Felix Awards): лучший фильм (1990)